# Courtney Radsch
Courtney Radsch est une journaliste américaine née en 1979, auteure et défenseur de la liberté d'expression. Elle est directrice des activités de plaidoyer pour le Comité pour la protection des journalistes et auteur de Cyberactivism and Citizen Journalism in Egypt: Digital Dissidence and Political Change. Elle écrit régulièrement sur l'activisme numérique et les médias sociaux au Moyen-Orient depuis 2006.

## Carrière
Courtney Radsch a commencé à travailler en tant que journaliste professionnelle en 2003 comme rédactrice au The Daily Star (Liban). Elle a ensuite travaillé pour le New York Times au Bureau de Washington où elle a couvert les élections de 2004, Abou Ghraib, la politique et la culture. 
En 2005, Radsch quitte le Times pour poursuivre un doctorat en relations internationales à l’université de Washington, ses recherches portent sur le cyberactivisme en Égypte. Sa thèse, « Dissidence numérique et changement politique - Cyberactivisme et journalisme citoyen en Égypte » est la première analyse du développement du mouvement de la jeunesse en Égypte et du rôle joué par la technologie dans la reconfiguration de ce qu'elle appelle « le potentiel d'expression et de participation ». Elle contribue ainsi à comprendre comment les technologies de l'information et de la communication sont impliquées dans les processus de changement politique.
En 2008, Radsch est embauchée par la chaîne satellitaire arabe Al Arabiya, basée à Dubaï et appartenant à des Saoudiens, comme rédactrice en chef du site web anglais. Elle supervise le développement du site web et son intégration au sein de la rédaction. En octobre 2009, elle publie un article sur les problèmes de sécurité concernant Emirates Airlines, dont le président, Cheikh Ahmed bin Saïd Al Maktoum, est également à la tête de l'Autorité de réglementation civile et l'oncle du souverain, le cheikh Mohammed Bin Rashid Al Maktoum. Selon Reporters sans frontières, elle a perdu son emploi chez Al Arabiya à la suite de l'article.
Radsch a également dirigé la campagne pour la liberté d'expression de Freedom House de 2010 à 2012 et a été rédactrice en chef par intérim au Development Executive Group en 2008. Elle a obtenu son doctorat de l'université américaine de Washington. 
Radsch est directrice des activités de plaidoyer pour le Comité pour la protection des journalistes.

## Travaux
Radsch est un expert internationalement reconnu des médias sociaux, du journalisme citoyen, et de l'activisme. Elle est fréquemment invitée sur CNN, Al Jazeera et MSNBC. Radsch est également apparue dans La révolution au Caire, un documentaire de PBS Frontline. Elle est l'auteure de Cyberactivism and Citizen Journalism in Egypt: Digital Dissidence and Political Change.
Les travaux de Radsch sur le cyberactivisme en Égypte et au Moyen-Orient ont été largement publiés. Radsch est l'une des meilleures spécialistes de l'impact politique du cyberactivisme au Moyen-Orient et de l'analyse des médias arabes. Dès 2006, Radsch écrit sur l'impact révolutionnaire des blogs et des réseaux sociaux en Égypte. Lors d'une conférence au Caire, elle fait une présentation intitulée « La révolution sera un blog : nouvelles configurations culturelles des médias ». Le blog Arab Media de Radsch, lancé en 2006, est l’un des blogs les plus anciens sur le sujet. Radsch est l'auteur de plusieurs chapitres de livre sur le cyberactivisme, les médias sociaux et le Moyen-Orient.
Dans Core the Commonplace, elle retrace l'évolution du cyberactivisme en Égypte, affirmant que le développement du blogging comporte trois phases distinctes: l'expérimentation, l'activisme et la diversification et que les blogs ont un impact politique important. Ses recherches ethnographiques approfondies sur le cyberactivisme égyptien fournissent un aperçu unique des antécédents de la révolution égyptienne de 2011. Dans son chapitre sur la blogosphère et les médias sociaux dans une étude réalisée par le Stimson Center, Seismic Shift: comprendre le changement au Moyen-Orient, elle explique qu'entre 2005 et 2010, les blogs et les médias sociaux du Moyen-Orient ont exprimé l'insatisfaction croissante à l'égard du statu quo et la capacité de provoquer de grandes manifestations politiques.